# Wellsville (Kansas)
Wellsville és una població dels Estats Units a l'estat de Kansas. Segons el cens del 2000 tenia 1.606 habitants.

## Demografia
Segons el cens del 2000, Wellsville tenia 1.606 habitants, 636 habitatges, i 435 famílies. La densitat de població era de 738,2 habitants/km².
Dels 636 habitatges en un 37,3% hi vivien nens de menys de 18 anys, en un 53,3% hi vivien parelles casades, en un 9,9% dones solteres, i en un 31,6% no eren unitats familiars. En el 28,9% dels habitatges hi vivien persones soles el 13,5% de les quals corresponia a persones de 65 anys o més que vivien soles. El nombre mitjà de persones vivint en cada habitatge era de 2,45 i el nombre mitjà de persones que vivien en cada família era de 3,02.
Per edats la població es repartia de la següent manera: un 28,6% tenia menys de 18 anys, un 8% entre 18 i 24, un 30,3% entre 25 i 44, un 19,2% de 45 a 60 i un 14% 65 anys o més.
L'edat mediana era de 34 anys. Per cada 100 dones de 18 o més anys hi havia 88,7 homes.
La renda mediana per habitatge era de 38.456 $ i la renda mediana per família de 47.102 $. Els homes tenien una renda mediana de 35.938 $ mentre que les dones 25.250 $. La renda per capita de la població era de 18.215 $. Entorn del 7,9% de les famílies i el 7,9% de la població estaven per davall del llindar de pobresa.

## Poblacions més properes
El següent diagrama mostra les poblacions més properes.